# FC Kansas City
El FC Kansas City és un club femení de futbol de Kansas City (Kansas) que juga a la NWSL. Va ser semifinalista a la primera edició del campionat al 2013, i va guanyar les dues següents.

## Històric

### Trajectòria
| NWSL |  |  |  |  |  |  |  |  |  |  |  |  | 3 | 1 | 1 | 6 |